# 나카타 고지 (배우)
나카타 고지(일본어: 中田 浩二, 1939년 1월 26일~)는 일본의 남성 배우이자, 성우이다.